# Alcyonidium disciforme
Alcyonidium disciforme is een mosdiertjessoort uit de familie van de Alcyonidiidae. De wetenschappelijke naam van de soort is voor het eerst geldig gepubliceerd in 1872 door Smitt.